# Исторически музей (Велинград)
Историческият музей във Велинград, България се намира в квартал Каменица, в непосредствена близост до църквата „Света Троица“, на адрес улица „Владо Черноземски“ 4.

## История
Учителят Христо Масларов поставя началото на музейното дело в района. Той създава археологическа сбирка в читалището на село Каменица сега квартал на Велинград. През 1951 година е основан Градски историческия музей, който по-късно е преобразуван в Къща музей „Вела Пеева“. През 1991 година статута на музея се променя на Исторически музей-Велинград.

## Сграда
- До 1951 година в читалището на Каменица
- От 1951 – 1982 се помещава в родната къща на партизанката Вела Пеева
- От 1982 година насам музеят се помещава в специално построена за него нова сграда.

## Експозиция

### Постоянна мемориална изложба „Вела Пеева“
Експозицията разказва за живота на българската партизанка, която загива през 1944 година като участник в Съпротивата срещу държавната власт и прогерманската ѝ политика по време на Втората световна война. Експозицията представя и събитията преди и по време на Втората световна война. През 1948 година при сливането на селищата Каменица, Лъджене и Чепино, новосъздаденият град е кръстен на нея – Велинград.

### Постоянна етнографска изложба „Великденски писани яйца“
Тук е най-голямата колекция от великденски писани яйца в България. Тя показва Чепинската традиция за изписване на яйцата с писалка и восък. Могат да се видят писани яйца и от други райони на страната, както и от Централна и Източна Европа. Всяка година в навечерието на Великден музеят организира изложби на велинградски писани яйца, демонстрации на традиционната восъчна техника, работилници и конкурс за писани яйца.

### Постоянна етнографска изложба „Николай Гяуров“
Най-новата експозиция на музея е посветена на оперния певец Николай Гяуров, който е роден в града. Семейството му е дарило много вещи, снимки и документи на оперения певец. Показани са оригинални костюми от постановки в операта „Ла Скала“ в Милано, матрица на монета, сечена в Австрия с неговия лик, партитури, грамофонни плочи с негови изпълнения. Експозицията е „подвижна“ и често е гост на различни музеи в страната и чужбина.

### Постоянна етнографска изложба „Планината гостоприемен дом“
В тази експозиция са показани разнообразни костюми на различните религиозни общности, населяващи Чепинския край – християни, мюсюлмани, армъни. С каменни надписи и снимки са представени най-старите действащи минерални бани в България, които са били построени през 1750 – 1751 г. включени са макети и експонати на стари водни съоръжения – чаркове и тепавици.

## Туризъм
- Музеят е под номер 55 в стоте национални туристически обекта на Българския туристически съюз, печата е на касата.
- Има щанд на който се предлагат информационни материали и сувенири.
- Има ателие за изписване на великденски яйца с восък.